# Satranala decussilvae
Satranala decussilvae är en enhjärtbladig växtart som beskrevs av Henk Jaap Beentje och John Dransfield. Satranala decussilvae ingår i släktet Satranala och familjen Arecaceae. Inga underarter finns listade i Catalogue of Life.